# Федорченко Віктор Михайлович (політичний діяч)
Віктор Михайлович Федорченко (нар. 19 жовтня 1948, село Ільок-Кошари, тепер Ракитянського району Бєлгородської області, Російська Федерація) — український діяч, голова Сумської обласної ради з 3 грудня 2020 до 2 жовтня 2024 року.

## Життєпис
Народився в родині колгоспників. У 1965 році переїхав до міста Суми. У 1965—1969 роках навчався в Сумському машинобудівному технікумі, здобув диплом за спеціальністю «технік-механік хімічного машинобудування».
З 1969 року по вересень 1974 року працював у системі профтехосвіти майстром виробничого навчання, завідувачем майстерні.
З вересня 1974 року за 24 роки трудової діяльності пройшов шлях від майстра дільниці до начальника Сумського обласного будівельно-монтажного управління тресту «Укрпобутпромбудмонтаж».
У 1976 році закінчив заочно будівельний факультет Харківського будівельного інституту за спеціальністю «інженер-будівельник промислового та цивільного будівництва». Був членом КПРС.
З вересня 1985 року — заступник начальника Сумського обласного управління побутового обслуговування населення Міністерства побутового обслуговування населення Української РСР. За високі виробничі показники неодноразово нагороджувався Почесними грамотами міністерства, знаками «Переможець соціалістичного змагання».
У лютому 1990 року заснував ТОВ "Будівельна виробничо-комерційна компанія «Побутсервіс», генеральним директором якого був до грудня 2009. У грудні 2009 року на основі «Побутсервіс» була створена ТОВ "Будівельна виробничо-комерційна компанія «Федорченко» (ТОВ "БВК компанія «Федорченко»).
Був членом Партії регіонів (станом на 2010 рік), а раніше - Соціалістичної партії України.
З грудня 2009 по 2020 рік — забудовник, генеральний директор ТОВ "Будівельна виробничо-комерційна компанія «Федорченко» в місті Суми.
25 жовтня 2020 року обраний депутатом Сумської обласної ради від партії «Слуга народу». З 3 грудня 2020 до 2 жовтня 2024 року — голова Сумської обласної ради. За призначення проголосували 39 депутатів з 60, а за звільнення — 53.
Під час керівництва обласною радою Віктор Федорченко ТОВ "БВК компанія «Федорченко» перейшла у власність його дружини Людмили Федорченко, а керує нею його син Дмитро Федорченко. За цей час вона переважно вигравала багатомільйонні тендери на державних замовленнях, пов'язаних із організаціями, які підпорядковуються облраді.